# Troy Metcalf
Troy Metcalf est un acteur américain né le 11 juillet 1973 à Columbia au Missouri.

## Filmographie

### Cinéma
- 2004 : Spider-Man 2 : l'homme au collier bleu
- 2005 : Everyone's Depressed : Joe
- 2005 : For Love of the Film : Han Solo
- 2006 : Happy's Last Wish : Happy
- 2007 : The Great Pretenders : Craig Gottlieb
- 2008 : The End : Jack
- 2009 : Le Psy d'Hollywood : O.T.
- 2020 : Oh Boy! : le pêcheur
- 2022 : La Légende des super-héros : Olly Pinkletter
- 2022 : Babylon : Orville Pickwick
- 2023 : The Dougherty Gang : Harry

### Télévision
- 1996 : Lonesome Dove : Les Jeunes Années : Blackie Sidel (1 épisode)
- 2000 : Strangers with Candy : Troy (7 épisodes)
- 2002 : Welcome to Eltingville : Josh Levy
- 2002-2004 : Ed : Aaron Conway et Larry Engstrom (2 épisodes)
- 2002-2005 : Late Night with Conan O'Brien : Danny Nicole Smith, Gigli Boy et Dove Guy (3 épisodes)
- 2007 : Dexter : Cabbie (1 épisode)
- 2007 : Journeyman : Ned (1 épisode)
- 2009 : The Unit : Commando d'élite : un piéton (1 épisode)
- 2009 : Rita Rocks : Guy (5 épisodes)
- 2009-2018 : The Middle : Jim (18 épisodes)
- 2010 : Notes from the Underbelly : le livreur (1 épisode)
- 2010 : The Defenders : le mec pâteux (1 épisode)
- 2011 : The Cape : le deuxième joueur de poker (1 épisode)
- 2011 : Amour, Gloire et Beauté : un touriste (2 épisodes)
- 2011 : Hot in Cleveland : Mike le policier (1 épisode)
- 2018: Baskets : le cameraman (1 épisode)
- 2018 : Coop et Cami : le père de Benjamin (1 épisode)
- 2018 : Superstore : le client au collier bleu (1 épisode)
- 2021 : For All Mankind : l'agent de sécurité (1 épisode)
- 2021 : Good Girls : le directeur de la banque (1 épisode)